# Tào Mục công
Tào Mục công (chữ Hán: 曹穆公; trị vì: 759 TCN-757 TCN), tên thật là Cơ Vũ (姬武), là vị vua thứ 11 của nước Tào – chư hầu nhà Chu trong lịch sử Trung Quốc.
Tào Mục công là con thứ của Tào Huệ bá – vua thứ 9 nước Tào và em của Tào Thạch Phủ - vua thứ 10 nước Tào. Năm 760 TCN, Thạch Phủ lên làm vua, nhưng chỉ được ít lâu thì Cơ Vũ giết anh cướp ngôi, tức là Tào Mục công.
Sử sách không ghi chép sự kiện xảy ra liên quan tới nước Tào trong thời gian ông làm vua.
Năm 757 TCN, Tào Mục công qua đời. Ông ở ngôi được 3 năm. Con ông là Cơ Chung Sinh lên nối ngôi, tức là Tào Hoàn công.